# Albert Barillé
Albert Barillé (Varsóvia, 14 de Fevereiro de 1920 – Neuilly-sur-Seine, 5 de Fevereiro de 2009) foi um francês produtor de televisão, criador, roteirista, Cartunista, e fundador do estúdio Procidis. Ele também é o criador da série de animação de marionetes Colargol, e das séries Era Uma Vez.... Ele também foi um autor de documentários médicos, peças de teatro e filosofia popularizada.

## Biografia

### Sua estreia
Criado humildemente, Albert Barillé tinha várias situações precárias, seus pais não podiam pagar e financiar seus estudos.
Seu primeiro trabalho na radiodifusão foi uma produção e distribuição na Década de 1950 das longa-metragens na América Latina. Assim, ele fundou o estúdio de animação, Procidis que ainda hoje existe.

### O sucesso das séries
Desde a Década de 1960, Albert Barillé decidiu focar sua companha de produção para a TV, onde pareceu ser o futuro dele. Ele iria distribuir filmes para crianças, mas poucos lhe deram oportunidades. Para ele, o tempo de um jovem espectador pode ser utilmente ligado ao entretenimento e diversão, mas também trazendo-lhe conhecimento.
Em 1969, Albert Barillé criou As Aventuras de Colargol, série de animação destinada às crianças. Um produtor independente sempre financiou a série (mesmo pela recusa da ORTF), e confiou nele para a construção do animador polonês (Estúdio de Filme Se-ma-for).
A série ganhou rapidamente filmes de maior índice de audiência para crianças.  O sucesso de Colargol fez que a série e, especialmente, seu personagem entrassem no mundo coletivo da geração da Década de 1970 tal como Nounours, o ursinho de pelúcia e Casimir. Além disso, em Quebec, Colargol é o único conhecido entre esses três.
Posteriormente, ele criava, sempre com o estúdio de animação Procidis, a primeira saga animada de uma série longa no futuro : Era uma vez... o homem.
Foi um grande sucesso desde o seu lançamento. Também transmitido em Portugal pela RTP.
Ela foi a primeira série animada de televisão, e o primeiro gênero educacional e inovador para crianças.
Também foram lançadas outras seis outras séries, sempre com a mesma vocação para ensinar as crianças, e tendo os personagens familiares, incluindo Maestro apoiados pela voz de Roger Carel.
Sete séries agora, portanto, a saga « Era Uma Vez… o Homem, o Espaço, a Vida, as Américas, os Inventores, os Exploradores, e o Planeta Terra.
Cada um contém 26 episódios, incluindo Albert Barillé que é o autor, produtor e diretor; que fez sucesso global, transmitido em 120 países em todo o mundo.
Além disso, vários projetos falharam: na década de 2000, Albert Barillé tinha pensado em uma série sobre a mitologia grega, e uma outra parte da saga que se chamaria : « Il était une fois le progrès/Era uma vez o progresso ».

## Filmografia
- Colargol (1974)
- Era Uma Vez...
- Era uma vez... o homem (1978)
- Era Uma Vez… o Espaço (1982)
- Era Uma Vez... a Vida (1987)
- Era Uma Vez... as Américas (1991)
- Era Uma Vez... os Inventores (1994)
- Era Uma Vez... os Exploradores (1997)
- Era Uma Vez... o Planeta Terra (2008)